# Décès en 967
Décès
- 963
- 964
- 965
- 966
- 967
- 968
- 969
- 970
- 971

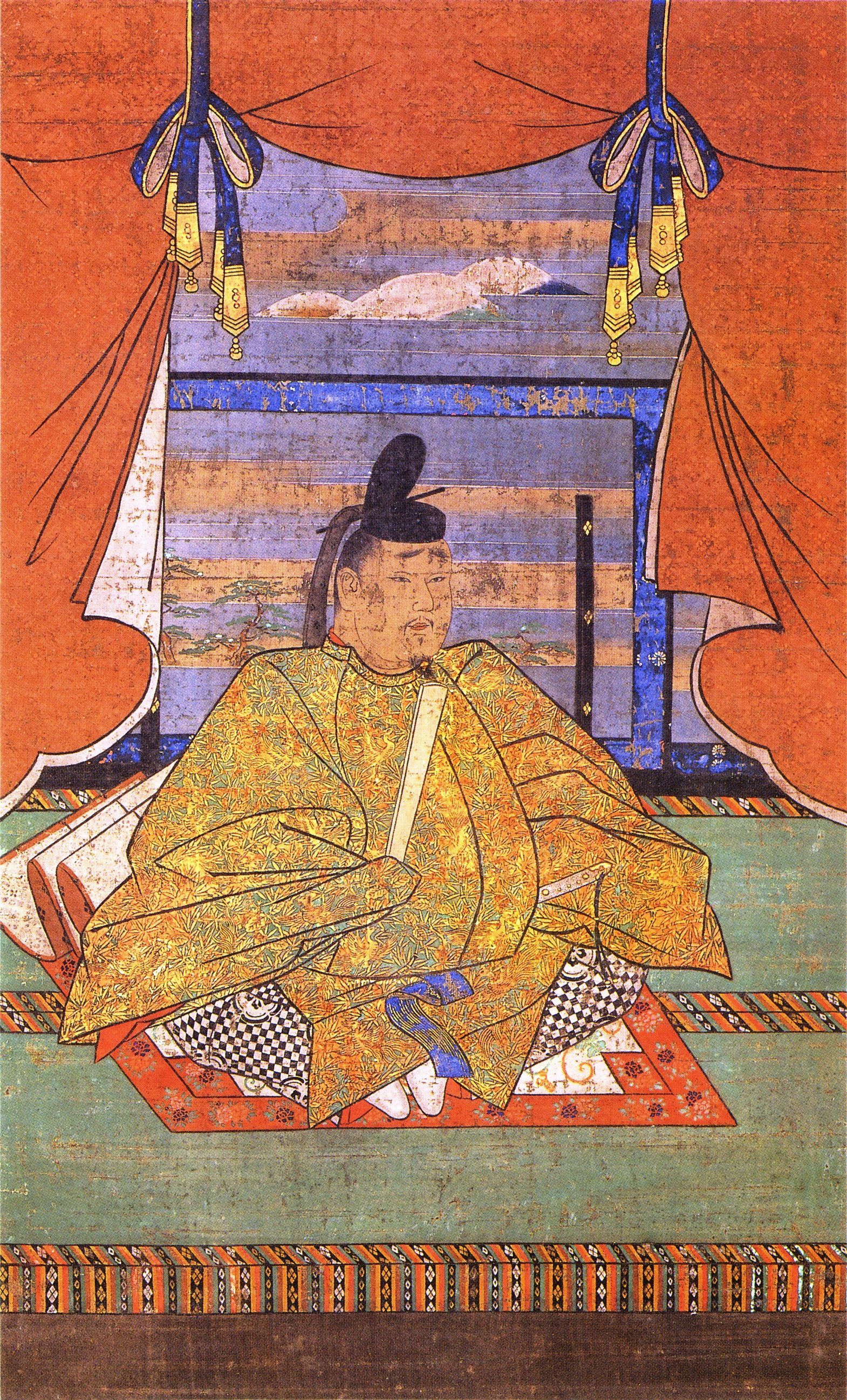
Murakami, mort en 967.

Cette page dresse une liste de personnalités mortes au cours de l'année 967 :
- 8 février : Ali Sayf al-Dawla (le glaive de l’État), prince hamdamide d’Alep et de Mossoul, qui lutta constamment contre Byzance.
- 28 mars ou 1er avril : Muizz ad-Dawla Ahmad, émir bouyide d'Irak[1].
- 10 mai : Renaud de Roucy, comte de Roucy et de Reims.
- 5 juillet : Murakami, soixante-deuxième empereur du Japon.
- 15 juillet : Boleslav Ier de Bohême.
- 22 septembre : Wichman II, membre de la maison saxonne de Billung.
- 20 novembre : Abu al-Faraj al-Isfahani, écrivain arabe.

- Alcabitius, mathématicien et astrologue arabe.
- Léon III d'Abkhazie, vice-roi d'Ibérie puis roi d’Abkhazie.
- Dubh Duff ou Dub mac Maíl Coluim, roi d'Écosse.
- Zahîr ad-Dawla Vushmagîr, deuxième émir de la dynastie persane des Ziyarides.
- Muizz ad-Dawla Ahmad, premier émir bouyide d'Irak.

date incertaine (vers 967)
- Li Cheng, peintre chinois.

## Crédit d'auteurs
- Cet article est partiellement ou en totalité issu de l'article intitulé « 967 » (voir la liste des auteurs).